# Ronde van Vlaanderen 2006/Startlijst
Onderstaand het deelnemersveld van de 90e Ronde van Vlaanderen verreden op 2 april 2006. Wereldkampioen Tom Boonen (Quick-Step) kwam in Meerbeke als winnaar over de streep. De Belg won ook de vorige editie. De vijfentwintig deelnemende ploegen konden acht renners selecteren.

## Ploegen
| K = Kopman | DNF = Niet uitgereden | Vb. = Nationale kampioen op de weg 2005 |

### Quick-Step–Innergetic
1.  Tom Boonen   K 

2.  Paolo Bettini

3.  Wilfried Cretskens

4.  Kevin Hulsmans DNF

5.  Serge Baguet 

6.  Nick Nuyens

7.  Filippo Pozzato

8.  Kevin Van Impe DNF

### Davitamon–Lotto
11.  Wim De Vocht DNF

12.  Bart Dockx DNF

13.  Bert Roesems

14.  Gert Steegmans

15.  Léon van Bon  DNF

16.  Peter Van Petegem K

17.  Wim Vansevenant

18.  Henk Vogels

### Team CSC
21.  Kurt-Asle Arvesen

22.  Fabian Cancellara K

23.  Allan Johansen

24.  Karsten Kroon

25.  Marcus Ljungqvist DNF

26.  Lars Michaelsen DNF

27.  Christian Müller DNF

28.  Luke Roberts

### Skil–Shimano
31.  Yukihiro Doi DNF

32.  Tomoya Kano DNF

33.  Paul Martens DNF

34.  Christoph Meschenmoser DNF

35.  Rik Reinerink DNF

36.  Maarten Tjallingii

37.  Kenny van Hummel DNF

38.  Aart Vierhouten

### Euskaltel–Euskadi
41.  Andoni Aranaga DNF

42.  Koldo Fernández

43.  Iker Flores DNF

44.  David Herrero DNF

45.  Markel Irizar

46.  Iban Mayoz DNF

47.  Unai Uribarri DNF

48.  Haimar Zubeldia

### Liberty Seguros–Würth
51.  Carlos Abellán DNF

52. — 

53.  Allan Davis DNF

54.  Koen de Kort

55.  Aaron Kemps DNF

56.  José Joaquín Rojas

57.  Eladio Sánchez DNF

58.  Iván Santos Martínez DNF

### Saunier Duval–Prodir
61.  Charles Dionne DNF

62.  Ángel Gómez DNF

63.  Piotr Mazur DNF

64.  Javier Mejías DNF

65.  Aaron Olsen DNF

66.  Francisco Ventoso DNF

67.  Luciano Pagliarini DNF

68.  Carlos Zárate DNF

### AG2r–Prévoyance
71.  Laurent Mangel DNF

72.  Renaud Dion

73.  John Gadret

74.  Christophe Riblon DNF

75.  Jean-Patrick Nazon DNF

76.  Erki Pütsep

77.  Aljaksandr Oesaw DNF

78.  Tomas Vaitkus DNF

### Bouygues Telécom
81.  Sébastien Chavanel DNF

82.  Andy Flickinger

83.  Xavier Florencio DNF

84.  Yohann Gène DNF

85.  Anthony Geslin

86.  Rony Martias DNF

87.  Jérôme Pineau

88.  Franck Renier

### Cofidis
91.  Stéphane Augé DNF

92.  Jimmy Casper

93.  Thierry Marichal

94.  Sébastien Minard

95.  Nicholas Roche DNF

96.  Staf Scheirlinckx

97.  Rik Verbrugghe

98.  Bradley Wiggins DNF

### Crédit Agricole
101.  László Bodrogi

102.  Julian Dean DNF

103.  Jimmy Engoulvent DNF

104.  Sébastien Hinault

105.  Thor Hushovd K

106.  Cyril Lemoine DNF

107.  Mark Renshaw

108.  Yannick Talabardon

### La Française des Jeux
111.  Ludovic Auger

112.  Christophe Detilloux DNF

113.  Bernhard Eisel

114.  Philippe Gilbert K DNF

115.  Frédéric Guesdon

116.  Gustav Erik Larsson

117.  Christophe Mengin

118.  Francis Mourey DNF

### Gerolsteiner
121.  Heinrich Haussler DNF

122.  Frank Høj K

123.  David Kopp

124.  Sven Krauss DNF

125.  Sebastian Lang DNF

126.  Stefan Schumacher

127.  Peter Wrolich

128.  Markus Zberg

### T-Mobile
131.  Lorenzo Bernucci DNF

132.  Marcus Burghardt

133.  André Greipel DNF

134.  Sergej Ivanov

135.  Andreas Klier K

136.  André Korff DNF

137.  Bram Schmitz DNF

138.  Stephan Schreck DNF

### Lampre–Fondital
141.  Alessandro Ballan K

142.  Matteo Bono DNF

143.  Matteo Carrara

144.  Claudio Corioni DNF

145.  Paolo Fornaciari

146.  Enrico Franzoi

147.  David Loosli DNF

148.  Daniele Righi DNF

### Liquigas
151.  Michael Albasini DNF

152.  Daniele Colli

153.  Mauro Da Dalto DNF

154.  Marco Milesi

155.  Luca Paolini K

156.  Marco Righetto DNF

157.  Stefano Zanini

158.  Alberto Curtolo DNF

### Team Milram
161.  Alessandro Cortinovis

162.  Ralf Grabsch

163.  Maarten den Bakker

164.  Christian Knees

165.  Alessandro Petacchi DNF

166.  Enrico Poitschke

167.  Marco Velo

168.  Erik Zabel K

### Rabobank
171.  Juan Antonio Flecha K

172.  Jan Boven

173.  Graeme Brown DNF

174.  Erik Dekker

175.  Matthew Hayman

176.  Pedro Horrillo

177.  Joost Posthuma

178.  Marc Wauters

### Phonak Hearing Systems
181.  Martin Elmiger 

182.  Ryder Hesjedal

183.  Robert Hunter DNF

184.  Fabrizio Guidi DNF

185.  Alexandre Moos

186.  Koos Moerenhout DNF

187.  Uroš Murn DNF

188.  Grégory Rast K

### Discovery Channel
191.  Matthew White DNF

192.  Stijn Devolder DNF

193.  Vjatsjeslav Jekimov

194.  Vladimir Goesev

195.  Roger Hammond DNF

196.  George Hincapie 

197.  Leif Hoste K 

198.  Benoît Joachim

### Caisse d'Epargne–Illes Balears
201.  Florent Brard DNF

202.  Imanol Erviti DNF

203.  José Vicente García Acosta

204.  José Julia Cayetano DNF

205.  Andrej Markov DNF

206.  Nicolas Portal DNF

207.  Vicente Reynes

208.  Constantino Zaballa

### Chocolade Jacques–Topsport Vlaanderen
211.  Koen Barbé

212.  Niko Eeckhout

213.  Pieter Ghyllebert DNF

214.  Kurt Hovelynck

215.  Jens Renders DNF

216.  Frederik Veuchelen

217.  Maarten Wynants

218.  Frederik Willems

### Landbouwkrediet–Colnago
221.  Andy Cappelle DNF

222.  Bert De Waele DNF

223.  Sjef De Wilde DNF

224.  Kevin Neirynck DNF

225.  Sven Renders

226.  Jean-Paul Simon DNF

227.  Jurgen Van Loocke DNF

228.  Johan Verstrepen DNF

### Unibet.com
231.  Baden Cooke K

232.  Gorik Gardeyn

233.  Johan Coenen

234.  Matthé Pronk DNF

235.  Marco Serpellini

236.  Frank Vandenbroucke DNF

237.  Ángel Castresana

238.  David Boucher DNF

### Tenax–Salmilano
241.  Fabio Baldato K

242.  David McPartland DNF

243.  Christian Murro DNF

244.  Marlon Pérez DNF

245.  Roberto Petito

246.  Roeslan Pidhorny

247.  Daniele Pietropolli

248. —

## Afbeeldingen

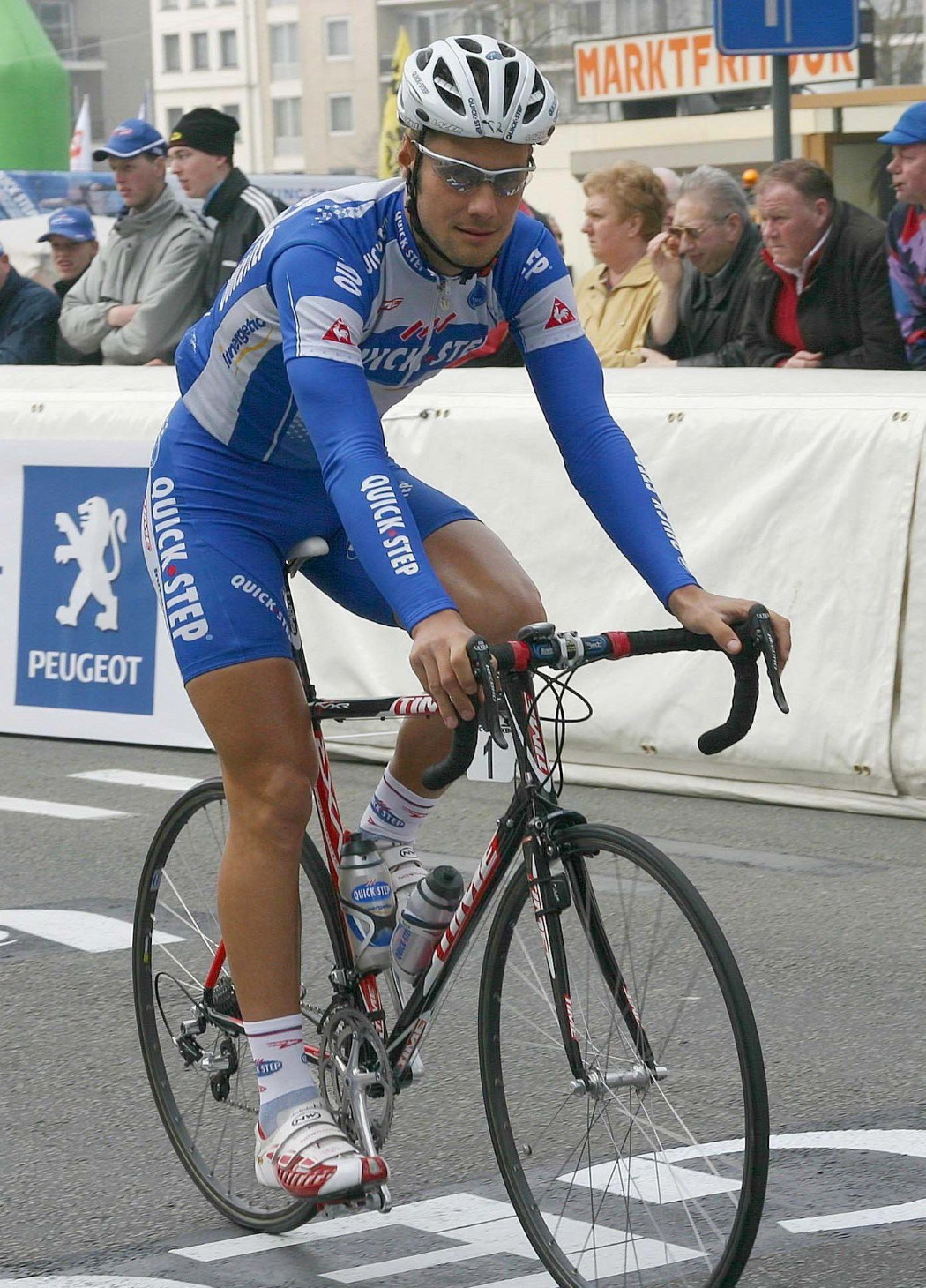
Tom Boonen
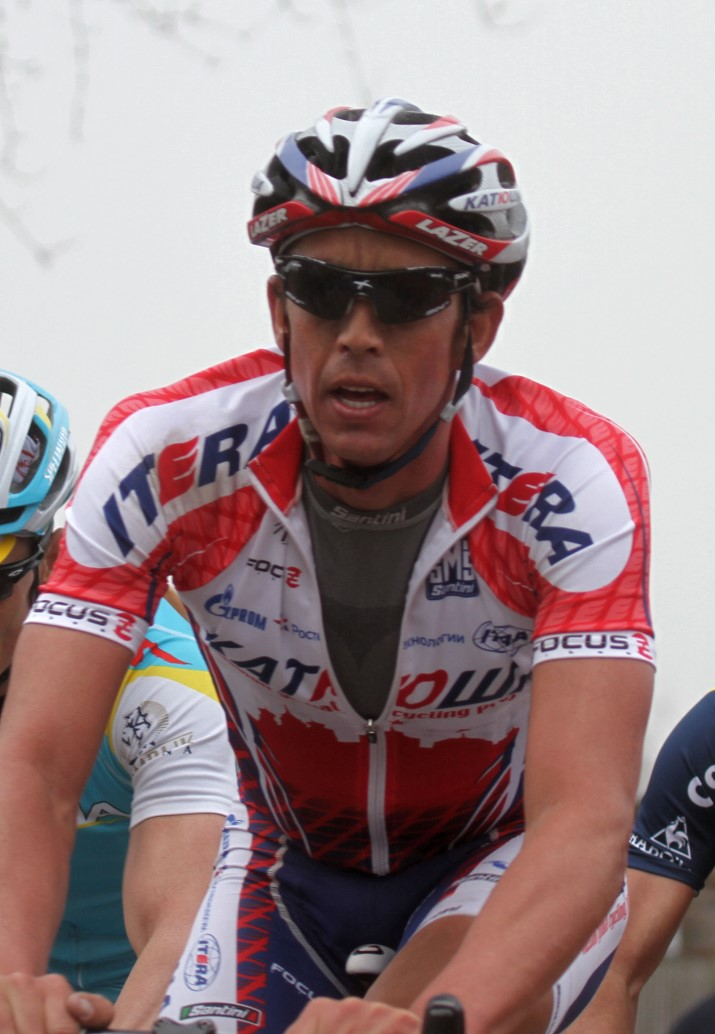
Leif Hoste
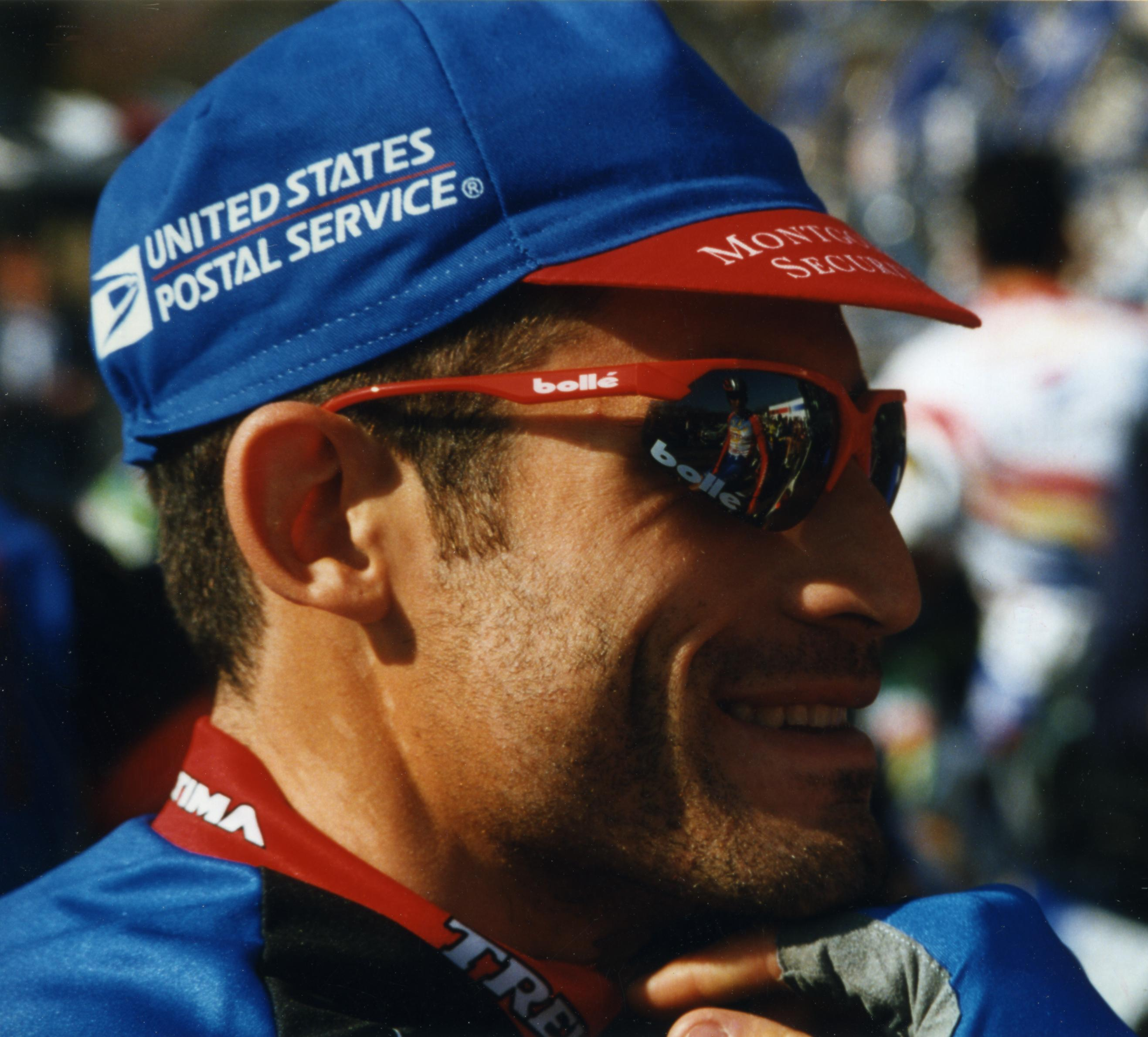
George Hincapie
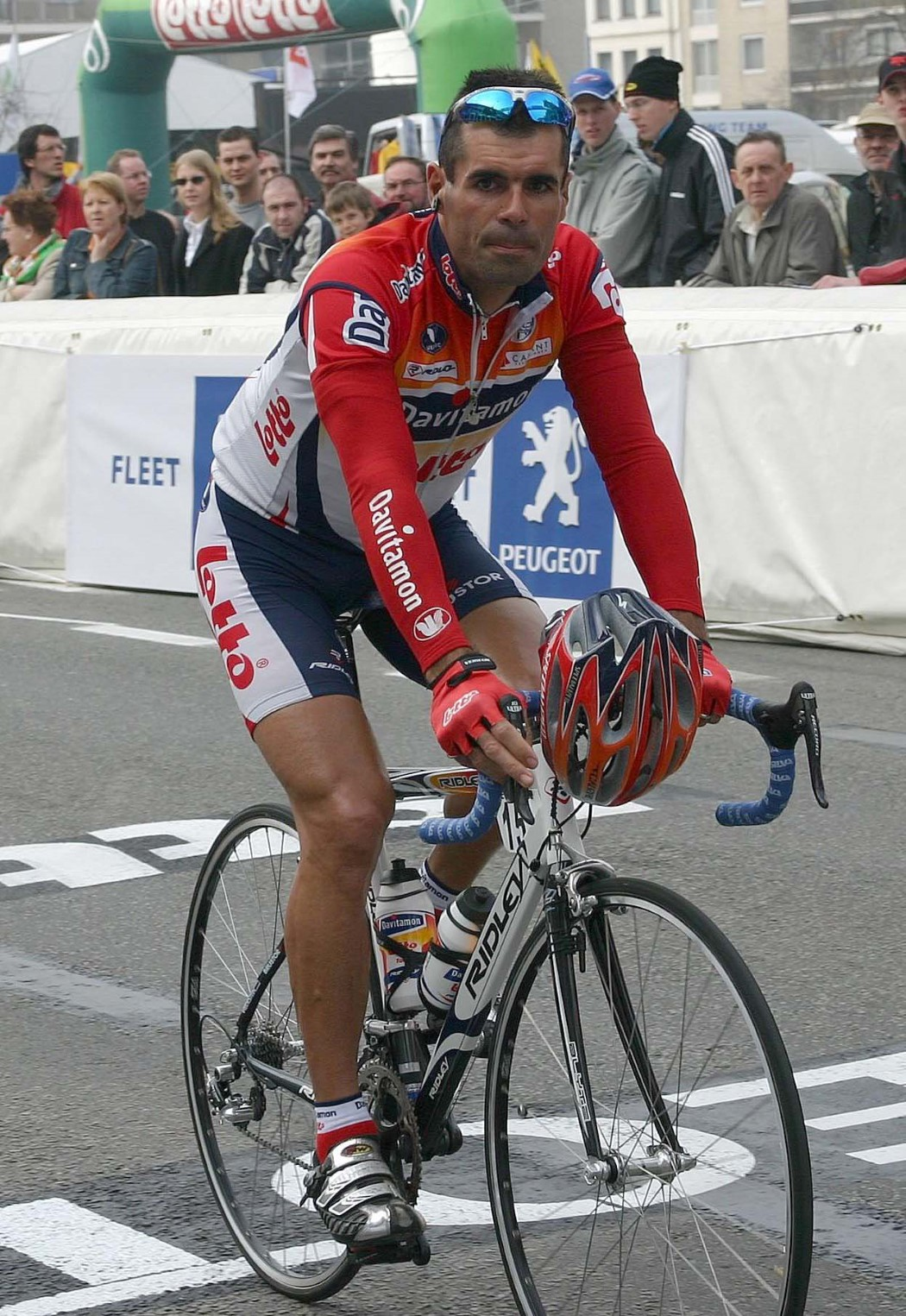
Peter Van Petegem
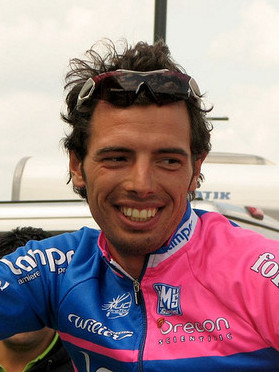
Alessandro Ballan
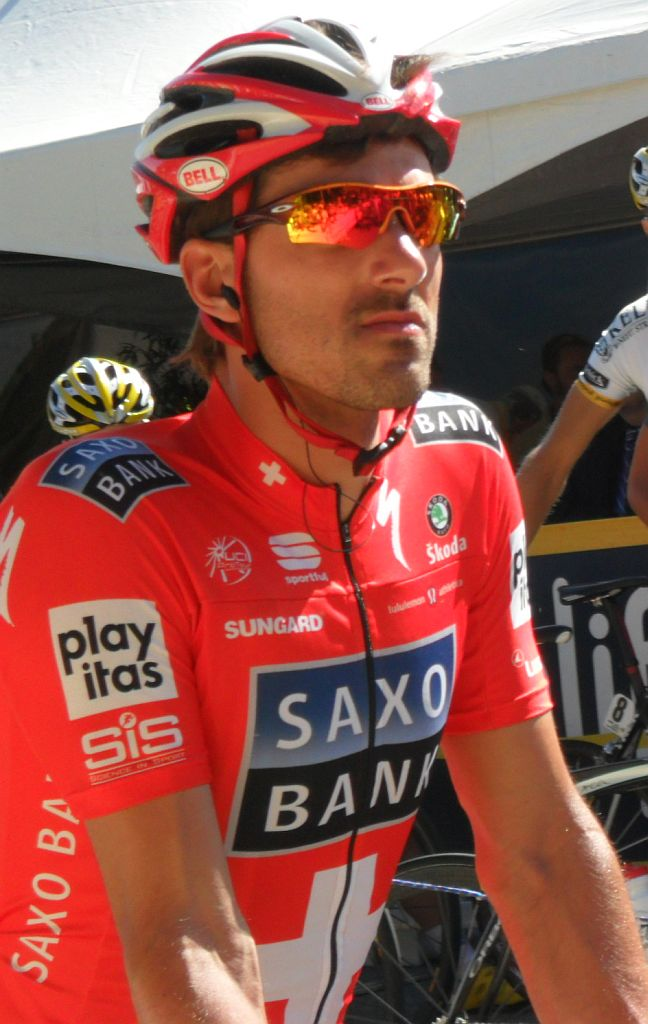
Fabian Cancellara
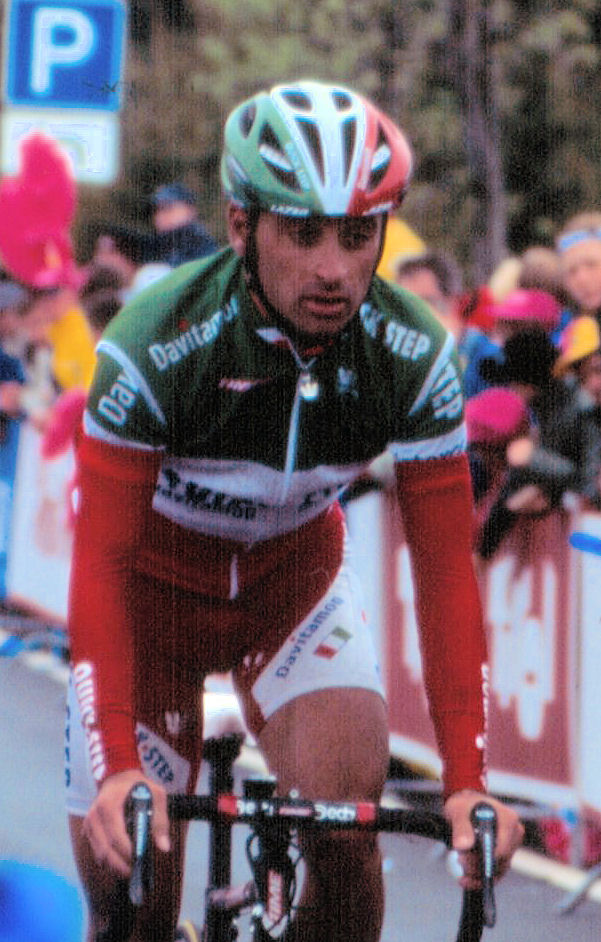
Paolo Bettini
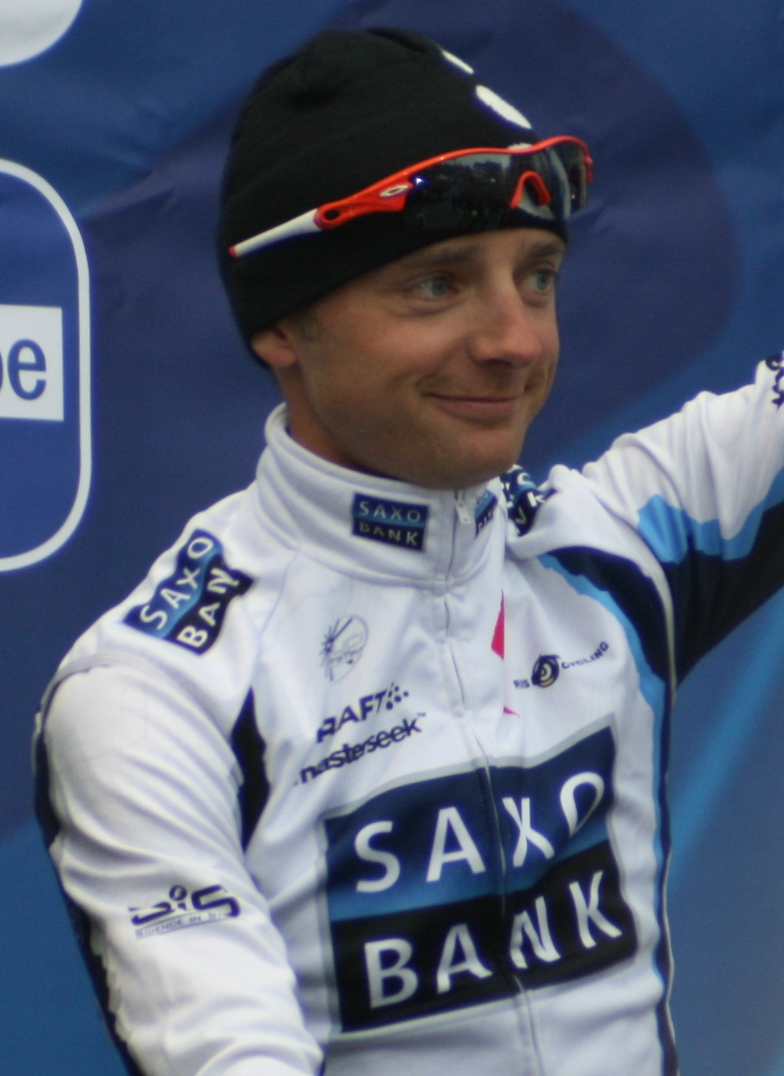
Karsten Kroon
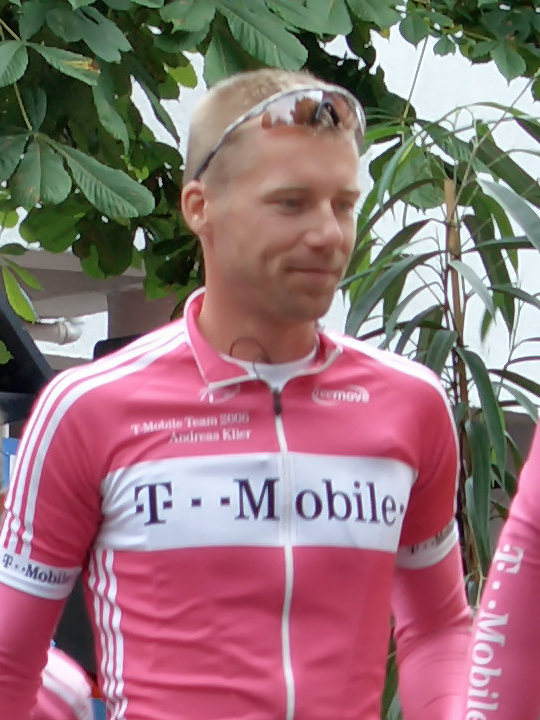
Andreas Klier
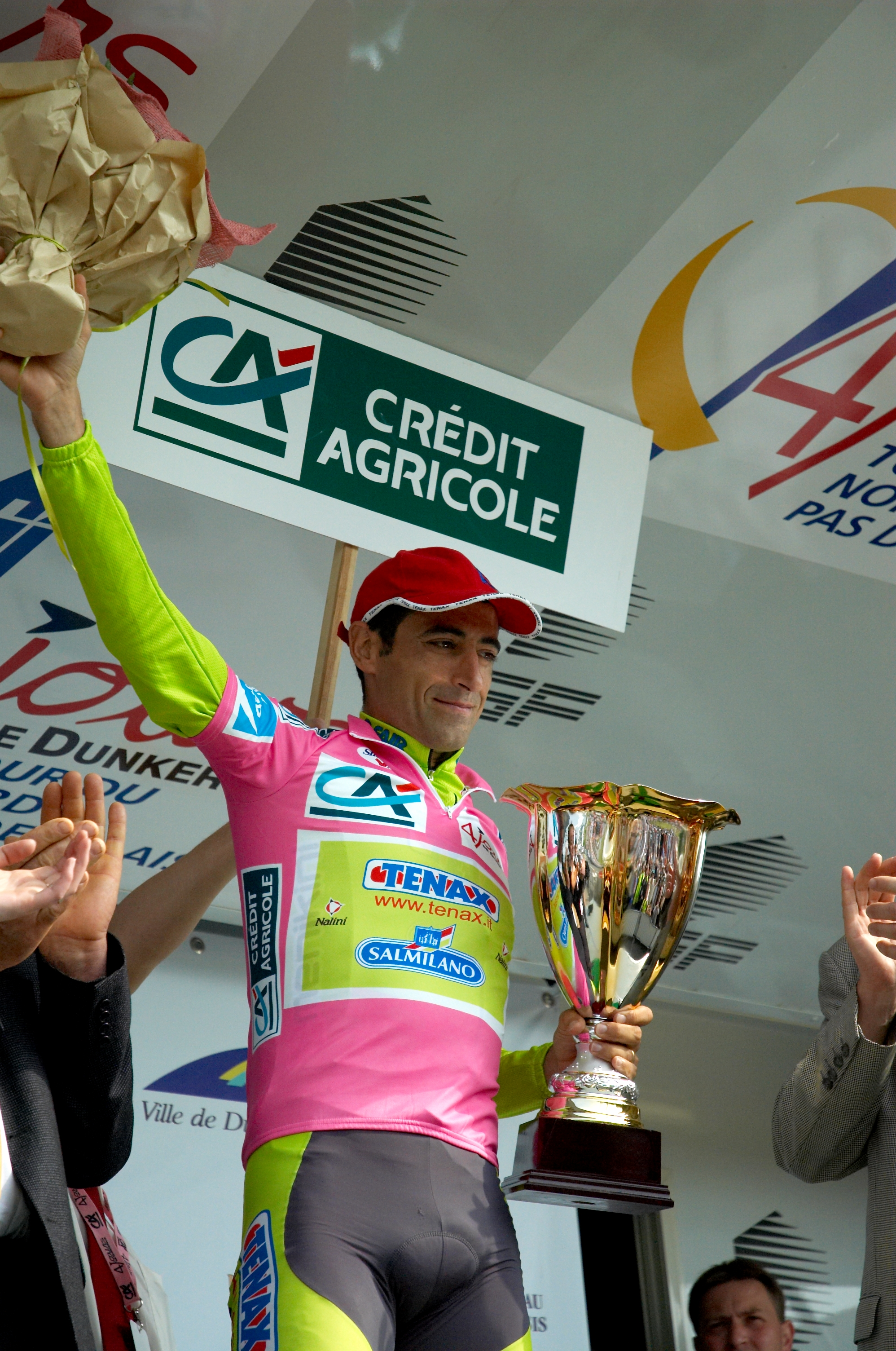
Roberto Petito

1913 · 
1914 · 
1915 · 
1916 · 
1917 · 
1918 · 
1919 · 
1920 · 
1921 · 
1922 · 
1923 · 
1924 · 
1925 · 
1926 · 
1927 · 
1928 · 
1929 · 
1930 · 
1931 · 
1932 · 
1933 · 
1934 · 
1935 · 
1936 · 
1937 · 
1938 · 
1939 · 
1940 · 
1941 · 
1942 · 
1943 · 
1944 · 
1945 · 
1946 · 
1947 · 
1948 · 
1949 · 
1950 · 
1951 · 
1952 · 
1953 · 
1954 · 
1955 · 
1956 · 
1957 · 
1958 · 
1959 · 
1960 · 
1961 · 
1962 · 
1963 · 
1964 · 
1965 · 
1966 · 
1967 · 
1968 · 
1969 · 
1970 · 
1971 · 
1972 · 
1973 · 
1974 · 
1975 · 
1976 · 
1977 · 
1978 · 
1979 · 
1980 · 
1981 · 
1982 · 
1983 · 
1984 · 
1985 · 
1986 · 
1987 · 
1988 · 
1989 · 
1990 · 
1991 · 
1992 · 
1993 · 
1994 · 
1995 · 
1996 · 
1997 · 
1998 · 
1999 · 
2000 · 
2001 · 
2002 · 
2003 · 
2004 · 
2005 · 
2006 · 
2007 · 
2008 · 
2009 · 
2010 · 
2011 · 
2012 · 
2013 · 
2014 · 
2015 · 
2016 · 
2017 · 
2018 · 
2019 · 
2020 · 
2021 · 
2022 · 
2023 · 
2024
Lijst van beklimmingen